# Araneus novaepommerianae
Araneus novaepommerianae är en spindelart som först beskrevs av Embrik Strand 1913.  Araneus novaepommerianae ingår i släktet Araneus och familjen hjulspindlar. Inga underarter finns listade i Catalogue of Life.